# Campionato europeo femminile di pallacanestro 1970
Il 12º Campionato Europeo Femminile di Pallacanestro FIBA si è svolto nei Paesi Bassi dall'11 al 19 settembre 1970.

## Risultati

### Turno preliminare

#### Gruppo A
| Team                | V - P | Pts | PF - PS   | +/-  |
| ------------------- | ----- | --- | --------- | ---- |
| 1. Unione Sovietica | 5 - 0 | 10  | 448 - 203 | +245 |
| 2. Francia          | 4 - 1 | 9   | 295 - 301 | -6   |
| 3. Polonia          | 3 - 2 | 8   | 303 - 313 | -10  |
| 4. Paesi Bassi      | 2 - 3 | 7   | 277 - 333 | +54  |
| 5. Ungheria         | 1 - 4 | 6   | 268 - 307 | -49  |
| 6. Italia           | 0 - 5 | 5   | 231 - 365 | -134 |

| 11 settembre 1970, ore 16:30 UTC+1 | Unione Sovietica | 89 – 32 (37-13) | Italia |  |

| 11 settembre 1970, ore 19:45 UTC+1 | Paesi Bassi | 60 – 58 (24-31) | Ungheria |  |

| 11 settembre 1970, ore 21:30 UTC+1 | Francia | 68 – 67 (34-36) | Polonia |  |

| 12 settembre 1970, ore 16:30 UTC+1 | Polonia | 55 – 53 (28-32) | Ungheria |  |

| 12 settembre 1970, ore 19:30 UTC+1 | Paesi Bassi | 44 – 92 (23-43) | Unione Sovietica |  |

| 12 settembre 1970, ore 19:40 UTC+1 | Italia | 58 – 63 (34-36) | Francia |  |

| 13 settembre 1970, ore 16:30 UTC+1 | Paesi Bassi | 50 – 69 (25-37) | Francia |  |

| 13 settembre 1970, ore 19:30 UTC+1 | Polonia | 63 – 48 (34-19) | Italia |  |

| 13 settembre 1970, ore 21:15 UTC+1 | Ungheria | 33 – 94 (18-39) | Unione Sovietica |  |

| 14 settembre 1970, ore 16:30 UTC+1 | Unione Sovietica | 77 – 41 (34-11) | Francia |  |

| 14 settembre 1970, ore 19:30 UTC+1 | Paesi Bassi | 48 – 65 (28-31) | Polonia |  |

| 14 settembre 1970, ore 21:15 UTC+1 | Italia | 44 – 75 (19-38) | Ungheria |  |

| 15 settembre 1970, ore 16:30 UTC+1 | Francia | 54 – 49 (33-24) | Ungheria |  |

| 15 settembre 1970, ore 18:20 UTC+1 | Italia | 49 – 75 (25-34) | Paesi Bassi |  |

| 15 settembre 1970, ore 21:15 UTC+1 | Unione Sovietica | 96 – 53 (47-30) | Polonia |  |

#### Gruppo B
| Team              | V - P | Pts | PF - PS   | +/-  |
| ----------------- | ----- | --- | --------- | ---- |
| 1. Bulgaria       | 5 - 0 | 10  | 403 - 319 | +84  |
| 2. Jugoslavia     | 4 - 1 | 9   | 442 - 336 | +106 |
| 3. Cecoslovacchia | 3 - 2 | 8   | 394 - 316 | +78  |
| 4. Romania        | 2 - 3 | 7   | 374 - 347 | +27  |
| 5. Austria        | 1 - 4 | 6   | 251 - 369 | −118 |
| 6. Belgio         | 0 - 5 | 5   | 286 - 463 | −177 |

| 11 settembre 1970, ore 16:30 UTC+1 | Jugoslavia | 115 – 56 (55-21) | Belgio |  |

| 11 settembre 1970, ore 19:30 UTC+1 | Romania | 86 – 45 (35-21) | Austria |  |

| 11 settembre 1970, ore 21:15 UTC+1 | Bulgaria | 77 – 74 (39-37) | Cecoslovacchia |  |

| 12 settembre 1970, ore 16:30 UTC+1 | Austria | 59 – 76 (32-34) | Bulgaria |  |

| 12 settembre 1970, ore 19:30 UTC+1 | Cecoslovacchia | 105 – 57 (52-24) | Belgio |  |

| 12 settembre 1970, ore 21:15 UTC+1 | Romania | 77 – 88 (31-39) | Jugoslavia |  |

| 13 settembre 1970, ore 16:30 UTC+1 | Jugoslavia | 79 – 38 (47-20) | Austria |  |

| 13 settembre 1970, ore 19:30 UTC+1 | Belgio | 47 – 84 (27-37) | Bulgaria |  |

| 13 settembre 1970, ore 21:15 UTC+1 | Cecoslovacchia | 67 – 66 (41-35) | Romania |  |

| 14 settembre 1970, ore 16:30 UTC+1 | Romania | 93 – 75 (49-33) | Belgio |  |

| 14 settembre 1970, ore 19:30 UTC+1 | Austria | 43 – 77 (19-32) | Cecoslovacchia |  |

| 14 settembre 1970, ore 21:15 UTC+1 | Jugoslavia | 87 – 94 (44-33) | Bulgaria |  |

| 15 settembre 1970, ore 16:30 UTC+1 | Belgio | 51 – 66 (26-39) | Austria |  |

| 15 settembre 1970, ore 19:30 UTC+1 | Bulgaria | 72 – 52 (28-32) | Romania |  |

| 15 settembre 1970, ore 21:15 UTC+1 | Cecoslovacchia | 71 – 73 (33-30, 65-65) | Romania |  |

### Fase finale

#### Classificazione 9º-12º posto
|  | Semifinali Nono-Undicesimo posto | Semifinali Nono-Undicesimo posto | Semifinali Nono-Undicesimo posto |          |        | Nono Posto       | Nono Posto       | Nono Posto       |  |
|  |                                  |                                  |                                  |          |        |                  |                  |                  |  |
|  | Belgio                           | Belgio                           | 45                               |          |        |                  |                  |                  |  |
|  | Belgio                           | Belgio                           | 45                               |          |        |                  |                  |                  |  |
|  | Ungheria                         | Ungheria                         | 76                               |          |        |                  |                  |                  |  |
|  | Ungheria                         | Ungheria                         | 76                               |          | Italia | Italia           | 60               |                  |  |
|  |                                  |                                  |                                  |          | Italia | Italia           | 60               |                  |  |
|  |                                  |                                  | Ungheria                         | Ungheria | 59     |                  |                  |                  |  |
|  | Austria                          | Austria                          | Ungheria                         | Ungheria | 59     | 54               |                  |                  |  |
|  | Austria                          | Austria                          |                                  |          |        | 54               |                  |                  |  |
|  | Italia                           | Italia                           | 67                               |          |        | Undicesimo Posto | Undicesimo Posto | Undicesimo Posto |  |
|  | Italia                           | Italia                           | 67                               |          |        |                  |                  |                  |  |
|  |                                  |                                  |                                  |          |        |                  |                  |                  |  |
|  |                                  |                                  |                                  |          |        | Austria          | Austria          | 60               |  |
|  |                                  |                                  |                                  |          |        | Austria          | Austria          | 60               |  |
|  |                                  |                                  |                                  |          |        | Belgio           | Belgio           | 59               |  |

| 18 settembre 1970, ore 10:00 UTC+1 | Ungheria | 76 – 45 (39-26) | Belgio |  |

| 18 settembre 1970, ore 11:45 UTC+1 | Austria | 54 – 67 (24-29) | Italia |  |

| 19 settembre 1970, ore 10:00 UTC+1 | Belgio | 59 – 60 (31-30) | Austria |  |

| 19 settembre 1970, ore 11:45 UTC+1 | Italia | 60 – 59 (22-29) | Ungheria |  |

#### Classificazione 5º-8º posto
|  | Semifinali Quinto-Ottavo posto | Semifinali Quinto-Ottavo posto | Semifinali Quinto-Ottavo posto |         |                | Quinto Posto   | Quinto Posto  | Quinto Posto  |  |
|  |                                |                                |                                |         |                |                |               |               |  |
|  | Polonia                        | Polonia                        | 67                             |         |                |                |               |               |  |
|  | Polonia                        | Polonia                        | 67                             |         |                |                |               |               |  |
|  | Romania                        | Romania                        | 53                             |         |                |                |               |               |  |
|  | Romania                        | Romania                        | 53                             |         | Cecoslovacchia | Cecoslovacchia | 63            |               |  |
|  |                                |                                |                                |         | Cecoslovacchia | Cecoslovacchia | 63            |               |  |
|  |                                |                                | Polonia                        | Polonia | 62             |                |               |               |  |
|  | Cecoslovacchia                 | Cecoslovacchia                 | Polonia                        | Polonia | 62             | 62             |               |               |  |
|  | Cecoslovacchia                 | Cecoslovacchia                 |                                |         |                | 62             |               |               |  |
|  | Paesi Bassi                    | Paesi Bassi                    | 50                             |         |                | Settimo Posto  | Settimo Posto | Settimo Posto |  |
|  | Paesi Bassi                    | Paesi Bassi                    | 50                             |         |                |                |               |               |  |
|  |                                |                                |                                |         |                |                |               |               |  |
|  |                                |                                |                                |         |                | Paesi Bassi    | Paesi Bassi   | 69            |  |
|  |                                |                                |                                |         |                | Paesi Bassi    | Paesi Bassi   | 69            |  |
|  |                                |                                |                                |         |                | Romania        | Romania       | 59            |  |

| 18 settembre 1970, ore 14:00 UTC+1 | Polonia | 67 – 53 (34-29) | Romania |  |

| 18 settembre 1970, ore 15:45 UTC+1 | Cecoslovacchia | 62 – 50 (36-26) | Paesi Bassi |  |

| 19 settembre 1970, ore 15:00 UTC+1 | Romania | 59 – 69 (29-29) | Paesi Bassi |  |

| 19 settembre 1970, ore 15:45 UTC+1 | Polonia | 62 – 63 (40-31) | Cecoslovacchia |  |

#### Classificazione 1º-4º posto
|  | Semifinali Primo-Quarto posto | Semifinali Primo-Quarto posto | Semifinali Primo-Quarto posto |         |                  | Primo Posto      | Primo Posto | Primo Posto |  |
|  |                               |                               |                               |         |                  |                  |             |             |  |
|  | Jugoslavia                    | Jugoslavia                    | 49                            |         |                  |                  |             |             |  |
|  | Jugoslavia                    | Jugoslavia                    | 49                            |         |                  |                  |             |             |  |
|  | Unione Sovietica              | Unione Sovietica              | 116                           |         |                  |                  |             |             |  |
|  | Unione Sovietica              | Unione Sovietica              | 116                           |         | Unione Sovietica | Unione Sovietica | 94          |             |  |
|  |                               |                               |                               |         | Unione Sovietica | Unione Sovietica | 94          |             |  |
|  |                               |                               | Francia                       | Francia | 32               |                  |             |             |  |
|  | Bulgaria                      | Bulgaria                      | Francia                       | Francia | 32               | 64               |             |             |  |
|  | Bulgaria                      | Bulgaria                      |                               |         |                  | 64               |             |             |  |
|  | Francia                       | Francia                       | 69                            |         |                  | Terzo Posto      | Terzo Posto | Terzo Posto |  |
|  | Francia                       | Francia                       | 69                            |         |                  |                  |             |             |  |
|  |                               |                               |                               |         |                  |                  |             |             |  |
|  |                               |                               |                               |         |                  | Jugoslavia       | Jugoslavia  | 77          |  |
|  |                               |                               |                               |         |                  | Jugoslavia       | Jugoslavia  | 77          |  |
|  |                               |                               |                               |         |                  | Bulgaria         | Bulgaria    | 66          |  |

| 18 settembre 1970, ore 19:30 UTC+1 | Unione Sovietica | 116 – 49 (64-30) | Jugoslavia |  |

| 18 settembre 1970, ore 21:15 UTC+1 | Bulgaria | 64 – 69 (35-34) | Francia |  |

| 19 settembre 1970, ore 19:30 UTC+1 | Jugoslavia | 77 – 66 (38-37) | Bulgaria |  |

| 19 settembre 1970, ore 21:15 UTC+1 | Unione Sovietica | 94 – 33 (46-16) | Francia |  |

## Classifica finale
| Campione d'Europa | Campione d'Europa | Campione d'Europa |
| --- | ----------------- | --- |
| Unione Sovietica4 Kuznecova, 5 Kobzeva, 6 Švecova, 7 Guseva, 8 Ovečkina, 9 Kukanova, 10 Dmitrieva, 11 Zacharova, 12 Voronina, 13 Bubčikova, 14 Semënova, 15 Ferjabnikova, All. Lidija Alekseeva |                   | |
| Argento | Francia           | Francia4 Hemeryck, 5 Vallon, 6 Guidotti, 7 Dulac, 8 Delachet, 9 Passemard, 10 Chazalon, 11 D'Engremont, 12 Guinchard, 13 Riffiod, 14 Peter, 15 Martin, All. Joë Jaunay                            |
| Bronzo | Jugoslavia        | Jugoslavia4 Taušan, 5 Veger, 6 Bašić, 7 Gal, 8 Tot, 9 Meglaj, 10 Đoković, 11 Jovanović, 12 Zorić, 13 Stošić, 14 Maksimović, 15 Miletić, All. Ladislav Demšar                                      |
| 4. | Bulgaria          | Bulgaria4 Bojanova, 5 Metodieva, 6 Ivanova, 7 Ilieva, 8 Kafalieva, 9 Bogdanova, 10 Štărkelova, 11 Kirilova, 12 Jankova, 13 Simova, 14 Krăsteva, 15 Stojanova, All. -                              |
| 5. | Cecoslovacchia    | Cecoslovacchia4 Dekanová, 5 Spejchalová, 6 Soukupová, 7 Melicharová, 8 Jirásková, 9 Mikulášková, 10 Rumlerová, 11 Jošková, 12 Coufalová, 13 Holková, 14 Petrovičová, 15 Jindrová, All. Ján Hluchý |
| 6. | Polonia           | Polonia4 Kaźmierczak, 5 Kaniewska, 6 Maliszewska, 7 Fromm, 8 Nowak, 9 Stróżyna, 10 Pabjańczyk, 11 Korbasińska, 12 Mikulska, 13 Wojtal, 14 Marciniak, 15 Piernitzka, All. Andrzej Pstrokoński      |
| 7. | Paesi Bassi       | Paesi Bassi4 Voets, 5 van der Heyden, 6 G. Schouten, 7 de Groot, 8 de Liefde, 9 Franzen, 10 Paul, 11 R. Schouten, 12 Hoek, 13 de Vries, 14 Siebenlist, 15 Pastor, All. Jan Burgert                |
| 8. | Romania           | Romania4 Diaconescu, 5 Pruncu, 6 Gugiu, 7 Bițu, 8 Deak, 9 Ciocan, 10 Ghiță, 11 Vogel, 12 Gheorghe, 13 Firimide, 14 Nicola, 15 Trandafir, All. -                                                   |
| 9. | Italia            | Italia4 Corsini, 5 Scodavolpe, 6 Milocco, 7 Toriser, 8 Pelle, 9 Bozzolo, 10 Longo, 11 Ghirri, 12 Agostinelli, 13 Alderighi, 14 Sandon, 15 Bocchi, All. Carlo Cerioni                              |
| 10. | Ungheria          | Ungheria4 Szegedi, 5 Petró, 6 Horváth, 7 Nagy, 8 Szabics, 9 Rátvay, 10 Geiszhauer, 11 Koroknai, 12 Thúróczy, 13 Rajki, 14 Bakk, 15 Tarjányi, All. László Killik                                   |
| 11. | Austria           | Austria4 Ebner, 5 Aichhorn, 6 Pany, 7 Bilik, 8 Zwiebler, 9 Puschner, 10 Schindler, 11 Zinner, 12 Groblshegg, 13 Vosika, 14 Pohn, 15 Weninger, All. -                                              |
| 12. | Belgio            | Belgio4 Agon, 5 Buyl, 6 Furnier, 7 De Buck, 8 Aspeslagh, 9 DeClercq, 10 Honhon, 11 Van Imschoot, 12 Vanderborght, 13 Michiels, 14 Wauters, 15 Vermeire, All. -                                    |